# Consultând oracolul
Consultând oracolul este o pictură în ulei realizată de John William Waterhouse. Waterhouse a pictat-o în 1884; conform lui Anthony Hobson, „The Illustrated London News a descris-o ca fiind una dintre lucrările principale ale anului“. Hobson descrie activitatea ca având o „compoziție gaură de cheie“, deoarece un grup de femei așezate sub forma unui inel parțial se concentra asupra unei alte persoane (preoteasa).
Hobson a spus că această pictura a ajutat „să se stabilească faptul că Waterhouse este un pictor clasic“, datorită utilizării „structurii clasice, geometrice ... verticala, orizontala și cercul“. Adăugarea diagonalei, „figura înclinată a preotesei“, și preșul care nu se afla pe locul lui, reprezintă o tensiune adăugată în mod deliberat.

## Lista de referințe
1. ↑  Consulting the Oracle, John William Waterhouse, Tate
2. 1 2  Hobson, Anthony. 1989. J. W. Waterhouse. Oxford: Phaidon Christie's. pages 31, 33-34. ISBN: 0-7148-8066-3.